# 覺羅吳拜
覺羅吳拜（1684年—1768年），字一斋，一字昌言，满洲正红旗人。康熙辛卯举人，壬辰联捷进士。

## 生平履历
- 康熙五十三年（1714年）十月授中書；
- 雍正三年二月授內閣侍讀，雍正五年三月授翰林院侍讲，雍正六年三月授侍讀，本年九月授侍讲學士、日讲起居注官，雍正九年十一月轉侍讀學士，雍正十年十二月管理公中佐領，雍正十一年十二月補授國子監祭酒，雍正十三年十月授詹事府詹事；
- 乾隆二年十一月授內閣學士，乾隆三年六月授盛京刑部侍郎，乾隆七年正月留京仍授內閣學士兼禮部侍郎銜，乾隆八年正月由內閣學士補授倉場侍郎，乾隆二十二年十一月授左都御史後原品休致，乾隆三十三年卒。[2]

## 诗文及其他
根据《雍正朝满文朱批奏折》，侍读学士冯泰曾经保举过覺羅吳拜。
李放《皇清書史》记载：“一斋公书心经跋云，雅好临池，得晋人三昧，一时书名大振，踵门来索者日不暇给。”
法式善在《梧門詩话》里评价：“覺羅吳拜字昌言,康熙壬辰進士,累官左都御史。和平安雅,翱翔玉堂之上,不愧清班。泊掌憲垣,風節凛然。詩指事抒情,不作艱險語,不作枯澀態,望之如春風楊柳,聽之如疏雨梧桐。”

## 家庭成员
- 曾祖貴和鐸，雲騎尉；
- 祖覺羅巴弼，三等轻车都尉；
- 父覺羅祜世巴，三等轻车都尉；
- 母瓜尔佳氏，三等侍卫郎圖之女；
- 嫡妻那拉氏，巴喀之女、繼妻瓜尔佳氏，员外郎濟爾泰之女、三繼妻那拉氏，护军统领滿泰之女；
- 子覺羅文泰、通泰、倫泰。[6]